# Gualicho (canción)
«Gualicho» es una canción y cuarto tema de Último Bondi a Finisterre, el octavo álbum de estudio de Patricio Rey y sus Redonditos de Ricota, publicado en el año 1998. Fue compuesto por Indio Solari, Skay Beilinson y Semilla Bucciarelli.
El tema fue presentado junto con su disco en el estadio de Racing Club, en diciembre de 1998.
Como todas las letras del Indio Solari, contiene metáforas muy intrínsecas, entre las que se pueden encontrar mensajes muy profundos. En un análisis de este tema se puede encontrar a un hombre que "huye" de la mujer que ama en lo formal y en lo cotidiano, y se va detrás de una aventura, de un "beso nuevo", como dice en la canción, y no sabe cómo le va a ir a partir de esa decisión que adopta.
Cabe destacar que una parte de la canción está inspirada en una frase de Romeo y Julieta ("Las despedidas son esos dolores dulces" es muy parecido a "parting is such a sweet sorrow").